# Heinosuke Gosho
Heinosuke Gosho (五所 平之助, Gosho Heinosuke, 24 de gener de 1902 – 1 de maig de 1981) va ser un director de cinema japonès que va dirigir la primera pel·lícula sonora japonesa, Madamu to nyōbō (L'esposa del veí i jo), el 1931. Ha estat un cop president del Gremi de Directors del Japó.

## Biografia
Fill d'una relació adúltera del seu pare amb una geisha. El seu pare vivia al districte de Kanda (Tòquio), on dirigia un negoci de queviures. A la mort del seu germà gran el 1907 fou designat hereu del seu pare, qui el 1916 el va enviar a estudiar comerç a l'escola de Keiō, on el 1921 es va diplomar en comptabilitat. Es va dedicar a la poesia i va freqüentar cercles literaris, raó per la qual el seu pare el va enviar un any a complir el servei militar. En tornar va conèixer Shirō Kido, futur amo de Shochiku, qui el va convèncer per dedicar-se la indústria cinematogràfica. Això el va enfrontar al seu pare i va abandonar la casa familiar.
Gosho es va incorporar als estudis Kamata de Shōchiku al maig de 1923, tres mesos abans de Yasujirō Ozu. Després fou ajudant de Yasujiro Shimazu. Va fer la seva primera pel·lícula el 1925. Una de les seves principals influències prové de les pel·lícules d'Ernst Lubitsch, que mirava incansablement de desenvolupar les seves tècniques de posada en escena, captivada per The Marriage Circle que va veure més de vint vegades, animant-lo a treballar el primer pla.
El 1931 va dirigir la primera pel·lícula íntegrament sonora en japonès, la comèdia Madamu to nyōbō amb Kinuyo Tanaka. Abans de ser la musa de Kenji Mizoguchi, Kinuyo Tanaka va ser la de Gosho qui va realitzar 17 pel·lícules amb ella entre 1926 i 1936.
Durant els anys de guerra, la tuberculosi va mantenir Gosho allunyat dels estudis. El 1941, Gosho va deixar el Shōchiku i va entrar a Daiei Film. Després es va comprometre el 1945 amb la Tōhō. El 1948, va ser un dels líders de la vaga, que va provocar una escissió a Tōhō i la creació d'una nova societat, Shintōhō. Heinosuke Gosho es troba desocupat des de fa dos anys i acaba triant la independència dels estudis fundant l'octubre de 1950 la seva pròpia empresa, Studio Eight Productions amb el director de fotografia Mitsuo Miura, el director Shirō Toyoda, els escriptors Jun Takami, Junji Kinoshita i Sumie Tanaka. La primera pel·lícula produïda per la companyia va ser Wakare-gumo el 1951.
El 1953, Gosho va dirigir Entotsu no mieru basho, presentada en competició al 3r Festival Internacional de Cinema de Berlín i Ōsaka no yado l'any següent per Shintōhō, que a la dècada de 1950 va apel·lar a grans mestres com Akira Kurosawa, Kenji Mizoguchi, Yasujirō Ozu o Hiroshi Shimizu per fer algunes pel·lícules emblemàtiques.
Heinosuke Gosho va rodar un centenar de pel·lícules entre el 1925 i el 1968. Del seu període mut, només han sobreviscut fins avui dia dues pel·lícules, Koi no hana saku Izu no odoriko i Aibu ambdues rodades el 1933.

## Filmografia
- Aiyoku no ki (愛慾の記) (1930)
- Madamu to nyōbō (マダムと女房) (1931)
- Koi no hana saku Izu no odoriko (恋の花咲く　伊豆の踊子)(1933)
- Jinsei no onimotsu (人生のお荷物) (1935)
- Hanamuko no negoto (花婿の寝言) (1935)
- Hanakago no uta (花籠の歌) (1935)
- Oboroyo no onna (朧夜の女) (1936)
- Shindō zenhen (新道前篇) (1936)
- Shindō kōhen (新道後篇) (1936)
- Bokuseki (木石) (1940)
- Ima Hitotabi no (今ひとたびの, 1947)
- Entotsu no mieru basho (煙突の見える場所)(1953)
- When a Cloud Breaks Off (雲がちぎれる時) (1953)
- Osaka no yado (大阪の宿,) (1954)
- Takekurabe (たけくらべ) (1955)
- Kiiroi karasu (黄色いからす,) (1957)
- Banka (挽歌, 1957)
- Ari no machi no Maria (蟻の街のマリア) (1959)
- Ryōjū (猟銃) (1961)
- Kaachan kekkon shiroyo (1962)
- Osorezan no onna (1965)
- Utage 宴 (1967)
- Onna to misoshiru (女と味噌汁) (1968)